# The Beautiful Experience
| Recensione | Giudizio |
| ---------- | -------- |
| AllMusic   |          |

The Beautiful Experience è un EP del cantante e musicista statunitense Prince, pubblicato nel 1994, la sua seconda uscita commerciale sotto il simbolico pseudonimo. L'EP contiene sette mix della canzone The Most Beautiful Girl in the World, in vari formati, alcuni completamente nuovi voci e/o strumentazione. Di particolare nota è il "Mustang Mix", in cui Prince usa la sua normale voce e il canto e testi aggiuntivi per dare alla canzone un margine sessuale. Il maxi-single ha anche generato due singoli, Staxowax e Mustang Mix, che sono stati messi in commercio nei negozi per sostenerlo.

## Tracce
1. Beautiful – 5:56
2. Staxowax – 5:14
3. Mustang Mix – 6:20
4. Flutestramental – 3:36
5. Sexy Staxaphone and Guitar – 3:54
6. Mustang Instrumental – 3:26
7. The Most Beautiful Girl in the World – 4:42

Tracce bonus edizione giapponese
1. Beautiful Extended Club Version - 6:26
2. "Sax Mix" conosciuto anche come "Brian's Mix" - 4:32

### Promo
1. "Staxowax" - 5:00
2. "Mustang Mix" - 6:22
3. "Brian's Mix" - 4:30
4. "Beautiful" - 3:55
5. "Original Mix" - 4:39

## Classifiche
| Classifica (1994) | Posizione massima |
| ----------------- | ----------------- |
| Australia         | 14                |
| Austria           | 16                |
| Francia           | 10                |
| Italia            | 15                |
| Nuova Zelanda     | 47                |
| Regno Unito       | 18                |
| Stati Uniti       | 92                |
| Stati Uniti (R&B) | 29                |
| Svizzera          | 4                 |